# シンフォニー・エックス (アルバム)
『シンフォニー・エックス』（Symphony X）は、アメリカ合衆国のプログレッシブ・メタル・バンド、シンフォニー・エックスが1994年に発表したスタジオ・アルバム。

## 概要
シンフォニー・エックスのデビューアルバム。1994年5月にメンバーが決定し、同8～9月に曲作り/リハーサル/レコーディングが行われた。このメンバーによるアルバム制作はこれ一作のみであり、ボーカルのロッド・タイラーはこの後に脱退した。

## 収録曲
| 全作詞・作曲: Symphony X。 |                                                              |            |            |       |
| #                          | タイトル                                                     | 作詞       | 作曲・編曲 | 時間  |
| 1.                         | 「Into the Dementia」(イントゥ・ザ・ディメンシア)            | Symphony X | Symphony X | 1:01  |
| 2.                         | 「The Raging Season」(ザ・レイジング・シーズン)              | Symphony X | Symphony X | 5:01  |
| 3.                         | 「Premonition」(プレモニション)                              | Symphony X | Symphony X | 5:37  |
| 4.                         | 「Masquerade」(マスカレード)                                 | Symphony X | Symphony X | 4:28  |
| 5.                         | 「Absinthe and Rue」(アブシンス・アンド・ルー)               | Symphony X | Symphony X | 7:16  |
| 6.                         | 「Shades of Grey」(シェイズ・オブ・クレイ)                   | Symphony X | Symphony X | 5:41  |
| 7.                         | 「Taunting the Notorious」(トーンティング・ザ・ノートリアス) | Symphony X | Symphony X | 3:20  |
| 8.                         | 「Rapture or Pain」(ラプチャー・オア・ペイン)                | Symphony X | Symphony X | 5:05  |
| 9.                         | 「Thorns of Sorrow」(ソーンズ・オヴ・ソロー)                 | Symphony X | Symphony X | 3:54  |
| 10.                        | 「A Lesson Before Dying」(ア・レッスン・ビフォー・ダイング)  | Symphony X | Symphony X | 12:07 |
| 合計時間:                  | 合計時間:                                                    | 53:30      |            |       |

## 参加ミュージシャン
- ロッド・タイラー (ボーカル)
- マイケル・ロメオ (ギター)
- トーマス・ミラー (ベース)
- ジェイソン・ルロ (ドラムス)
- マイケル・ピネーラ (キーボード)